# Antennularia rhododendri
Antennularia rhododendri är en svampart som beskrevs av Höhn. 1909. Antennularia rhododendri ingår i släktet Antennularia och familjen Venturiaceae.   Inga underarter finns listade i Catalogue of Life.